# Arcynopteryx
Arcynopteryx is een geslacht van steenvliegen uit de familie Perlodidae. De wetenschappelijke naam van het geslacht is voor het eerst geldig gepubliceerd in 1904 door Klapálek.

## Soorten
Arcynopteryx omvat de volgende soorten:
- Arcynopteryx amurensis Zhiltzova & Levanidova, 1978
- Arcynopteryx angarensis Teslenko & Zhiltzova, 2012
- Arcynopteryx dichroa (McLachlan, 1872)
- Arcynopteryx polaris Klapálek, 1912
- Arcynopteryx sajanensis Zapekina-Dulkeit, 1957